# Norbert-Christian Emmerich
Norbert C. Emmerich (* 8. September 1950 in Arnsberg) war stellvertretender Vorsitzender des Vorstandes der WestLB.
Nach dem Studium der Wirtschaftswissenschaften an der Universität Marburg begann er 1974 ein Traineeprogramm bei der Sparkasse Arnsberg. 1979 wurde er wissenschaftlicher Mitarbeiter am Lehrstuhl für Betriebswirtschaftslehre der Universität Marburg und promovierte 1981.
Emmerich war Referent beim Bundesverband der Deutschen Volksbanken und Raiffeisenbanken (BVR) und Vorstandsmitglied mehrerer nordrhein-westfälischer Sparkassen (zuletzt der Sparkasse Münsterland Ost), bevor er im Mai 2004 in den Vorstand der WestLB berufen wurde. Von Mai 2005 bis Ende April 2008 war er Stellvertretender Vorsitzender des Vorstandes der WestLB. Hintergrund seiner Berufung war der Wunsch der Sparkassen in Nordrhein-Westfalen, die über die Landesbank NRW mit 33,4 Prozent an der WestLB beteiligt waren, nach mehr Einfluss auf die Geschäfte der WestLB, die in den Vorjahren durch Mängel in der Risikokontrolle Milliardenverluste zu verbuchen hatte und mehrere Vorstände entließ.
Emmerich ist seit 1. Juli 2005 auch Aufsichtsratsmitglied der RAG Immobilien, Mitglied im Fachbeirat „Asset Management Kapitalmarkt Retail“ der DekaBank, Aufsichtsratsvorsitzender der readybank, Aufsichtsratsmitglied der WestLB-Tochter Westdeutsche ImmobilienBank, der GFKL Financial Services AG, der Beratungs- und Softwarefirma ifb AG, der Handelshochschule Leipzig (HHL), sowie stellvertretender Vorsitzender des Stiftungsrates der Stiftung Musikhalle Münster. Bis September 2001 war er Aufsichtsratsvorsitzender der Vectron Systems AG, von Ende 2004 bis Anfang 2005 war er kurzzeitig Mitglied im Aufsichtsrat der TUI, von Dezember 2005 an zeitweise Aufsichtsratsmitglied der RW Holding AG (Düsseldorf).
Seit 2009 ist Emmerich ehrenamtlicher Bundesschatzmeister  des Deutschen Roten Kreuzes (DRK). Er ist seit 1987 Mitglied des DRK.

## Sportliche Erfolge
Emmerich betreibt seit einigen Jahren Crossfit bei Crossfit Wildpack in Münster. Er hat bereits zwei Mal erfolgreich an den Crossfit Wildpack Summergames teilgenommen.